# 博普芬根
博普芬根（德語：Bopfingen，發音：[ˈbɔpfɪŋən] ⓘ）是德国巴登-符腾堡州斯图加特行政区奥斯特阿尔布县的城市，面积76.96平方千米，2023年12月31日人口为11,696人。